# 246247 Sheldoncooper
246247 Sheldoncooper è un asteroide della fascia principale. Scoperto nel 2007, presenta un'orbita caratterizzata da un semiasse maggiore pari a 2,8156160 UA e da un'eccentricità di 0,0694049, inclinata di 7,41864° rispetto all'eclittica.
L'asteroide è dedicato a Sheldon Cooper protagonista della serie tv The Big Bang Theory.